# Okręg Delémont
Delémont (fr. District de Delémont, niem. Bezirk Delsberg) – okręg w Szwajcarii, w kantonie Jura. Siedziba okręgu znajduje się w mieście Delémont.
Okręg składa się z 19 gmin (commune; Gemeinde) o powierzchni 303,18 km² i o liczbie mieszkańców 39 309.

## Gminy
1. Boécourt
2. Bourrignon
3. Châtillon
4. Courchapoix
5. Courrendlin
6. Courroux
7. Courtételle
8. Delémont
9. Develier
10. Ederswiler
11. Haute-Sorne
12. Mervelier
13. Mettembert
14. Movelier
15. Pleigne
16. Rossemaison
17. Saulcy
18. Soyhières
19. Val Terbi

## Zmiany administracyjne
- 1 stycznia 2013
  - utworzenie gminy Haute-Sorne z gmin Bassecourt, Courfaivre, Glovelier, Soulce i Undervelier
  - utworzenie gminy Val Terbi z gmin Montsevelier, Vermes i Vicques
- 1 stycznia 2018
  - przyłączenie gminy Corban do gminy Val Terbi
- 1 stycznia 2019
  - przyłączenie gmin Rebeuvelier i Vellerat do gminy Courrendlin